# Jan Haugaard
Jan Haugaard (født ca. 1949) en dansk videnskabsjournalist, tv-vært, tilrettelægger, dokumentarfilminstruktør og forfatter. Han har særligt beskæftiget sig med rumfart og verdensrummet.
Haugaard læste først historie og herefter tog han en en kandidatgrad i arkitektur fra Arkitektskolen Aarhus. Siden har han været vært, tilrettelægger og instruktør på faktaprogrammer for TV2 og DR, heriblandt Faktisk og Viden om.
Han er storebror til entertaineren Jacob Haugaard, og han hjalp ham bl.a. med at samle underskrifter ind og lave valgplakater til Sammenslutningen af Bevidst Arbejdssky Elementer. Jan var ligeledes med til at skaffe Jacob hans første pladekontrakt med rockbandet Sofamania.
I 2018 modtog han N.L. Høyen Medaljen.

## Filmografi
- 2005 Mik Schacks hjemmeservice
- 1999-2002 Viden om
- 1997 Harddisken color
- 1989 Faktisk

### Instruktør
- 2002 Metro - notater om de underjordiske
- 1997 Op lille Hans
- 1996 Borgmesteren går'
- 1996 Føroyar - en nations undergang